# Hundsdorf (Gemeinde Bad Hofgastein)
Hundsdorf ist ein Dorf in der Marktgemeinde Bad Hofgastein im österreichischen Bundesland Salzburg.

## Geografie
Hundsdorf gehört zur Ortschaft Anger und zur Katastralgemeinde Vorderschneeberg. Das Dorf liegt zwischen der Bahnstrecke der Tauernbahn im Westen und der Landesstraße B167 im Osten. Die Tauernbahn verläuft hier über drei steinerne Viadukte, die 1905 fertig gestellt wurden: das 94 Meter lange Weitmoser-Viadukt, das 101 Meter lange Hundsdorfer Viadukt und das 53 Meter lange steinerne Schloßbach-Viadukt. Am westlichen Ortsrand mündet der Obermittereggbach in den Hundsdorfer Graben, der wiederum in der Ortsmitte in den Schloßbach mündet. Der Schloßbach ist ein Nebenbach der Gasteiner Ache. Bei einer Erhebung der Vogelarten des Gasteinertals in den 1980er Jahren wurde im feuchten Talboden bei Hundsdorf die Bekassine (Gallinago gallinago) als Durchzüglerin beobachtet.

## Geschichte
Bereits im 15. und 16. Jahrhundert gab es in Hundsdorf wie in mehreren anderen Orten im Gasteinertal erzverarbeitende Betriebe. Der Ortsname soll sich von hier gezüchteten Hunden herleiten, die im Bergbau eingesetzt wurden.
Unter bayrischer Herrschaft bildete Hundsdorf ab 1814 einen der sechs Steuerdistrikte im Gasteinertal, neben Böckstein, Breitenberg, Dorf, Markt Hof (Bad Hofgastein) und Wildbad.

## Kultur und Sehenswürdigkeiten
Das Weitmoserschlössl, auch Schloss Hundsdorf genannt, steht unter Denkmalschutz. Das spätgotische Schloss wurde 1554 von Christoph Weitmoser anstelle eines Vorgängerbaus errichtet und nach 1604 von Georg Leykofer erweitert.
Zu den in Hundsdorf aktiven zahlreichen Krampus-Gruppen („Passen“) des Gasteinertals zählen (mit Gründungsjahr in Klammern): der Hundsdorfer-Pass (1961; bis 2001), der Löschenbrand-Pass (1976), der Gallwies-Pass (1985), der Bräumoser-Pass (1990), der Wiglitz-Pass (1993), der Wolkerl-Pass (1995; bis 2004), der Schloss-Pass (1997), der Wuschz’n-Pass (1997), der Lafener Zirb’n-Pass (2001), der Anger-Pass (2003), der Gasteiner Toifi-Pass (2006), der Patzberg-Pass (2006), der Raureif-Pass (2006), der Nösslach-Pass (2009), der Gamsleiten-Pass (2010), der Groyer-Pass (2010), der Anger-Toifi-Pass (2013) und der Hundsdorfer Toifi Pass (Gründungsjahr unbekannt).
Einer Sage nach wurde 1403 ein Lindwurm durch ein Hochwasser auf ein Feld bei Hundsdorf geschwemmt. Das tote Ungeheuer soll grauenhaft gestunken haben und wurde schnell in die Fluten geworfen. Das Feld heißt seitdem Wurmsfeld (Wurmbsfeldt).

## Infrastruktur
Das Dorf ist über die Bushaltestellen Bad Hofgastein Kindergarten Süd, Bad Hofgastein Stern (Schlossgasse), Bad Hofgastein Stern (Weitmoserstr.), Bad Hofgastein Süd (Kreisverkehr), Bad Hofgastein Weitermoser Schlössl und Bad Hofgastein Weitermoserstr. an den öffentlichen Verkehr angeschlossen. Die Mountainbikestrecken Angertal-Runde, zu den Gadaunerer Hochalmen, zur Schattbachalm und zum Stubnerkogel-Gipfel führen durch den Ort.